# Daniel François Malan
(Daniel François Malan, durante un comizio radiofonico del giugno 1948.)
Daniel François Malan (Riebeeck West, 22 maggio 1874 – Stellenbosch, 7 febbraio 1959) è stato un politico sudafricano, Primo ministro del Sudafrica dal 1948 al 1954.
È ricordato soprattutto come difensore a oltranza del nazionalismo afrikaner e per aver dato inizio al regime segregazionista dell'apartheid.

## Biografia

### Un nazionalista afrikaner
Malan nacque il 22 maggio 1874 nella fattoria di Allesverloren, situata sui pendii dei monti Kastelberg, presso Riebeeck West, nell'allora Colonia del Capo. Alla sua famiglia, di origine francese, appartennero molti personaggi di spicco della storia afrikaner.
Studiò al Victoria College (in seguito diventerà l'Università di Stellenbosch) dove conseguì la laurea in arte e scienze e il master in filosofia. Proseguì i suoi studi all'Università di Utrecht, dove ottenne nel 1905 il dottorato in teologia. Durante gli anni universitari, fu un attivo membro di associazioni e iniziative accademiche, come il Debatsvereniging e lo Student Zending Vereniging, e fece parte della redazione di alcuni periodici che venivano pubblicati al Victoria College, come lo Stellenbosch Student's Quarterly e l'Annual.
Dopo aver conseguito il dottorato in teologia, venne ordinato ministro della Nederduits Gereformeerde Kerk (NGK, Chiesa riformata olandese) ed esercitò il proprio ministero a Montagu, nella Colonia del Capo, fino al 1915. In questo periodo fu anche un attivo predicatore errante, esercitando la sua missione in Sudafrica, Congo Belga e Rhodesia Meridionale.
Già in questi anni Malan era un ardente fautore dell'introduzione della lingua afrikaans come lingua ufficiale, un idioma che lottava per emergere contro le lingue allora ufficiali in Sudafrica (inglese e olandese). A questo fine egli fu fra i fondatori nel 1906 dell'Afrikaanse Taalvereniging, insieme ad altre personalità come De Waal, Daniël Francois Malherbe, D.F. du Toit e Abraham Izak Perold. Il 13 agosto 1908 tenne un discorso a Stellenbosch, intitolato Het is ons erns. Fu anche membro fondatore, nel 1909, della SA Akademie vir Wetenskap en Kuns.

### Ingresso nel National Party
Essendo così interessatosi alla causa nazionalista, Malan cercò di entrare nella politica attiva. Ci riuscì nel luglio 1915, quando divenne caporedattore del giornale nazionalista Die Burger. Sulle colonne di questo quotidiano Malan dava voce alle forti istanze nazionalistiche dei boeri nel paese. Poco tempo dopo il suo debutto editoriale, l'ex ministro James Barry Munnik Hertzog si accorse di quest'uomo molto scrupoloso che veniva dal niente con opinioni fresche riguardanti il futuro del Paese. Il giornale sosteneva in modo attivo le istanze nazionaliste afrikaner e si opponeva al sostegno del Sudafrica alla Gran Bretagna nella prima guerra mondiale.
L'Unione Sudafricana fu istituita il 31 maggio 1910, otto anni dopo la fine della seconda guerra boera, con Louis Botha come Primo Ministro. Nel 1914 Hertzog, ministro del Governo Botha messo in disparte, ruppe i suoi vincoli con quest'ultimo e fondò il National Party (NP). Malan si unì alla nuova formazione politica, diventando un risoluto sostenitore di Hertzog, e il giornale Die Burger divenne l'organo ufficiale del partito. Dopo essere diventato leader del nuovo partito nel distretto del Capo di Buona Speranza, Malan fu eletto nel 1918 in Parlamento. Nello stesso anno egli divenne membro dell'Afrikaner Broederbond (Lega dei fratelli afrikaner).
Nel 1924 il National Party, attraverso una alleanza con il Labour Party, vinse le elezioni e andò al potere: Hertzog divenne Primo Ministro e a Malan fu assegnata la carica di Ministro dell'Interno, dell'Istruzione e della Salute, incarico che mantenne fino al 1933.
Nel 1925 Malan fu in prima linea in una campagna per sostituire nella Costituzione come lingua ufficiale l'olandese con l'afrikaans: la campagna risultò vittoriosa e ottenne che il bilinguismo inglese-afrikaans venisse introdotto in ogni parte della Pubblica Amministrazione, spalancando ampie e significative opportunità di carriera agli afrikaner e agli sviluppi futuri del nazionalismo boero. Inoltre, grazie ai suoi sforzi e degli altri membri del Waaksaamheidskommissie, l'Università di Stellenbosch riuscì a sopravvivere come istituto di medio livello, proprio nel momento in cui c'era l'intenzione di chiuderla in favore della Central University di Città del Capo.
Nello stesso anno, inoltre, Malan introdusse un progetto di legge alla House of Assembly allo scopo di creare una bandiera nazionale senza la Union Jack. Alla fine, nell'ottobre 1927 fu raggiunto un compromesso fra Hertzog e il leader dell'opposizione Jan Smuts per includere sia la Union Jack sia le bandiere delle due ex repubbliche boere come parte integrante del nuovo vessillo.
Durante la campagna elettorale del 1929, il problema della razza fu per la prima volta all'ordine del giorno. Hertzog accusava il partito di Smuts di sostenere l'uguaglianza razziale e presentò il voto nazionalista come un voto per un "Sudafrica bianco". Alla fine, il NP vinse le elezioni con una maggioranza così netta da poter abbandonare l'alleanza con il Labour Party e poter formare un governo da solo.

### Leader del National Party "purificato"
Nei primi anni trenta la Grande depressione che dilagò in tutto il mondo costò sacrifici anche al governo sudafricano. Dopo il trauma dovuto all'abbandono del gold standard alla fine del 1932, il partito di Hertzog dovette affrontare una dura sfida politica, alla fine risolta dal suo ex Ministro della Giustizia Tielman Roos. Quest'ultimo uscì dal suo ritiro volontario dalla politica e iniziò negoziati con il leader dell'opposizione e capo del South African Party Smuts allo scopo di formare un governo di coalizione (1933).
Malan non fu affatto d'accordo con questa intesa, quindi lasciò il governo e la sua carica di ministro e, quando Hertzog e Smuts annunciarono l'intenzione di formare una coalizione, lui e altri diciannove deputati afrikaner fuoriuscirono, fondando il Gesuiwerde Nasionale Party (Partito Nazionale Purificato). Alle elezioni del 1934, NP e SAP ottennero la maggioranza assoluta e si fusero nello United Party, mentre il GNP di Malan venne relegato all'opposizione, dove rimarrà per i successivi quattordici anni.
Malan iniziò subito la riorganizzazione dell'Afrikaner Broederbond, attraverso la quale raccolse il sostegno elettorale di buona parte dei nazionalisti boeri. Alle elezioni del 1938, il GNP ottenne dodici seggi, confermandosi partito d'opposizione.
Nel 1939 la fusione fra NP e SAP iniziò a scricchiolare. Hertzog e Smuts non si accordavano sul ruolo che l'Unione Sudafricana avrebbe dovuto svolgere nella imminente guerra che avrebbe opposto la Gran Bretagna alla Germania nazista: il primo era favorevole alla neutralità, mentre il secondo sosteneva l'entrata in guerra al fianco dei britannici. Malan e il suo GNP invece era favorevole all'entrata in guerra al fianco dei tedeschi.
L'atteggiamento antibritannico portò il GNP a sostenere la posizione di Hertzog. Questi, messo in minoranza all'interno dello United Party, abbandonò partito e carica di Primo Ministro e creò un nuovo partito, il Volksparty (Partito del Popolo), con l'intenzione di unire tutti i nazionalisti afrikaner, fra i quali la guerra era impopolare al pari della Gran Bretagna. Il processo di riconciliazione (hereniging in afrikaans) fra Hertzog e Malan non fu semplice, ma si giunse comunque a un accordo: GNP e Volksparty sarebbero diventati un'unica entità nel Parlamento sudafricano sotto il nome di Herenigde Nasionale Party (Partito Nazionale Riunificato) con Hertzog come leader. L'accordo, però, non durò a lungo: a causa di contrasti interni, Hertzog lasciò ancora una volta il suo partito per fondarne un altro, l'Afrikaner Party assieme a Nicolaas Havenga.
Nel 1942 Malan scrisse un progetto di Costituzione (pubblicato poi sui due principali quotidiani in lingua afrikaans, Die Burger a Città del Capo e Die Trasvaaler a Johannesburg), nel quale invocava la segregazione territoriale e la disuguaglianza fra bianchi e non–bianchi sulla base di un paternalismo cristiano, ponendo i primi al di sopra dei secondi.
L'anno seguente, alle elezioni politiche, Malan ottenne con il suo Herenigde Nasionale Party 43 seggi su 150 e il 36% dei suffragi, vincendo il braccio di ferro con i dissidenti di destra del suo partito guidati da Oswald Pirow. Lo United Party di Smuts confermò il suo dominio nella vita politica sudafricana, conquistando 105 seggi.

### Il Primo Ministro dell'apartheid
Alla fine della seconda guerra mondiale, quasi il 25% degli Afrikaner erano membri dell'organizzazione paramilitare chiamata Ossewabrandwag, nonostante i suoi leader fossero stati internati durante il conflitto. Nei tre anni successivi alla fine della guerra, il governo di Smuts subì diverse battute d'arresto sia a livello nazionale che internazionale, mentre l'opposizione dell'HNP alla guerra aveva fatto aumentare in modo esponenziale la popolarità di Malan. Alle elezioni del 1948, infine, l'HNP alleato dell'Afrikaner Party di Nicolaas Havenga (Hertzog era morto nel 1942) batté lo United Party, ottenendo 86 seggi su 150 (nonostante non avesse la maggioranza assoluta dei seggi). Era l'inizio di 46 anni di dominio politico.
Animato da un profondo rancore sia nei confronti dei britannici, che per anni li avevano trattati da inferiori, sia nei confronti degli africani, che a loro avviso minacciavano la prosperità e la purezza della cultura afrikaner, Malan condusse una campagna elettorale basata sul cosiddetto swart gevaar ("pericolo nero") e condusse la propria battaglia elettorale sulla base di due slogan: Die kaffer op sy plek ("I negri al loro posto") e Die koelies uit die land ("Fuori i coolies dal Paese"). Tutto allo scopo di istituire un sistema basato sull'apartheid ("separazione"), sulla supremazia dei bianchi, sulla segregazione razziale e sul controllo della forza lavoro nera, in completa opposizione al Colour Bar in vigore nella maggior parte delle colonie britanniche.
In seguito alla vittoria, Malan fu nominato Primo ministro il 4 giugno 1948 e costituì un gabinetto di soli afrikaner, fra i quali spiccava Hendrik Frensch Verwoerd che metterà in pratica i principi dello sviluppo separato delle razze. È da notare anche che tutti i membri del governo di Malan erano anche membri dell'Afrikaner Broederbond, eccetto Eric Louw e Nicolaas Havenga. Nel 1951, l'HNP di Malan e l'AP di Havenga si fusero, ricostituendo il National Party.
Fu durante i sei anni e mezzo del governo Malan che furono gettate le basi della legislazione segregazionista, mirante a preservare l'identità del Volk (ovvero, del popolo afrikaner). Fra le più importanti leggi emanate dal Governo Malan vanno ricordate:
1. il Prohibition of Mixed Marriages Act N° 55 del 1949, che proibiva e addirittura considerava reato la celebrazione di matrimoni misti fra bianchi e persone di altre razze;
2. l'Immorality Amendment Act N° 21 del 1950, con il quale avere rapporti sessuali con una persona di razza diversa diventava reato;
3. il Population Registration Act N° 30 del 1950, che portò alla creazione di registri nazionali nel quale ogni persona doveva registrarsi a seconda della razza di appartenenza e che classificava tutte le popolazioni sudafricane in "Bianchi", "Neri", "Meticci" e "Indiani". Con tale legge veniva creato anche un Comitato per la Classificazione, che definiva la razza di una persona in quei casi in cui era difficile stabilire a quale razza appartenesse;
4. il Group Areas Act N° 41 del 1950, che stabiliva le zone di insediamento ufficiali in cui ogni gruppo razziale avrebbe dovuto abitare. Di fatto, questo portò alla divisione del Paese in settori (uno molto vasta per la popolazione bianca e dieci territori nazionali o Homelands, ciascuna destinata a una diversa etnia di colore) e al trasferimento coatto di tutti i non-bianchi che abitavano nelle aree "sbagliate";
5. il Suppression of Communism Act N° 44 del 1950, che bandì il comunismo e mise fuori legge il piccolo Partito Comunista Sudafricano, impedendo ai "comunisti" di partecipare a organizzazioni politiche e addirittura prevedendo il domicilio coatto in particolari aree destinate per i casi "gravi". La definizione di comunismo prevista dalla legge era però talmente ampia e vaga che di fatto colpì tutti coloro, organizzazioni comprese, che richiedevano un cambiamento dello status quo. La vittima più importante della legge fu l'African National Congress nel 1960;
6. il Bantu Building Workers Act N° 27 del 1951, che permetteva alle popolazioni di colore di essere addestrati come operai nel settore edilizio (prima riservato solo ai bianchi). Tuttavia, i neri erano obbligati a lavorare solo all'interno delle zone riservate ai neri, costituendo reato lo svolgere un qualsiasi lavoro specializzato al di fuori di esse;
7. il Separate Representation of Voters Act N° 46 del 1951, che (assieme a un emendamento approvato nel 1956), cancellò di fatto i cape coloured dai registri elettorali comuni;
8. il Prevention of Illegal Squatting Act N° 52 del 1951, che concedeva al Ministero degli Affari Indigeni il potere di trasferire con la forza i neri da proprietà pubbliche o private e consentire la costruzione di campi di sistemazione per alloggiare queste persone deportate;
9. il Bantu Authorities Act N° 68 del 1951, che prevedeva la realizzazione delle Homelands e la creazione di autorità regionali e l'abolizione del Native Representative Council (col presupposto di introdurre maggior autogoverno in tali entità). Nello specifico, la legge prevedeva la costituzione graduale nel tempo di otto "territori nazionali", all'interno dei quali i neri avrebbero dovuto tornare alla loro organizzazione tribale, prima di ricevere l'autonomia sotto l'autorità di capi tradizionali. Qualunque nero che si fosse trovato al di fuori di questi territori sarebbe stato considerato straniero o clandestino;
10. il Native Laws Amendment Act N° 54 del 1952, che restringeva le categorie di neri che avevano il diritto di risiedere nelle città a chi vi era nato, a chi vi aveva abitato ininterrottamente per almeno 15 anni o che vi aveva lavorato ininterrottamente per almeno 15 anni o che aveva svolto lo stesso lavoro per almeno 10 anni;
11. il Natives (Abolition of Passes and Co-ordination of Documents) Act N° 67 del 1952, comunemente conosciuto come Pass Law, che costringeva le popolazioni indigene a portare sempre con loro un documento di identità chiamato "lasciapassare". La non esibizione del documento quando richiesto diventava reato. Inoltre, veniva stabilita la necessità di una autorizzazione esplicita dalle autorità locali per poter lasciare le Homelands e limitato a sole 72 ore il tempo concesso per trovare un lavoro in città;
12. il Native Labour (Settlement of Disputes) Act N° 48 del 1953, che vietava gli scioperi fra i lavoratori neri;
13. il Bantu Education Act N° 47 del 1953, che istituiva un Dipartimento per l'Istruzione degli Indigeni all'interno del Ministero per gli Affari Indigeni. Questo Dipartimento avrebbe compilato un corso di studi che si "adattasse" alla "natura" dei neri, nelle intenzioni del ministro Hendrik Frensch Verwoerd che dichiarava altresì che lo spirito della legge intendeva evitare che i nativi ricevessero una istruzione tale da aspirare a posizioni a loro negate;
14. il Reservation of Separate Amenities Act N° 49 del 1953 introduceva la segregazione in tutte le strutture pubbliche, negli edifici pubblici e nel trasporto pubblico con lo scopo di evitare contatti fra bianchi e le altre razze.

Cosa abbastanza curiosa, quando era ancora Primo Ministro, Malan espresse alcune riserve su certi aspetti dell'apartheid. Allo stesso modo, poiché beneficiò di una lunga carriera politica, Malan fu più incline ai negoziati e al compromesso con i suoi avversari di quanto lo saranno i suoi immediati successori. Fu così che non ignorò affatto l'opposizione parlamentare e, per esempio, assistette alla prima cinematografica a Johannesburg dell'adattamento del pezzo teatrale "Oh piangi, mio diletto Paese", seduto a fianco del suo autore, lo scrittore progressista nonché deputato liberale Alan Paton. Allo stesso modo rinunciò a adoperarsi per l'instaurazione della repubblica, per riconciliarsi con gli anglofoni ai quali aveva chiuso le porte del suo governo. Alla fine, egli si riavvicinò a Nicolaas Havenga, il più moderato e critico dei suoi ministri, ostile fra l'altro a togliere il diritto di voto ai cape coloured.
Alle elezioni generali del 1953 la maggioranza del National Party crebbe, ottenendo 94 seggi su 150. Il 30 novembre 1954, dopo intense pressioni da parte dei mediatori internazionali per alleggerire la forte presa sul Paese, Malan si ritirò dalla politica, ormai ottantenne e malato, lasciandosi dietro un paese pieno di inquietudine e agitazione. Sempre severo e inflessibile nella sua vita, considerava ormai compiuta la sua opera, avendo raggiunto tutti gli obiettivi che lo portarono ad abbandonare, quasi cinquant'anni prima, l'attività di pastore missionario per buttarsi nell'agone politico.
Il suo ultimo atto ufficiale fu di sostenere Havenga nella successione alla carica di Primo Ministro, contro l'ardente nazionalista repubblicano del Transvaal Johannes Gerhardus Strijdom. Tuttavia, fu quest'ultimo a essere scelto dal partito per succedergli alla testa del governo.

### Vita privata
La residenza privata di Malan era a Brandwag. Dal 1945, visse con la seconda moglie Maria Louw nella sua casa di Stellenbosch. Nei ritagli di tempo, scriveva libri e curava il suo gatto Naamloos. Morì nella sua casa il 7 febbraio 1959.
Il suo libro, Afrikaner Volkseenheid en my ervaringe op die pad daarheen (Il Nazionalismo Afrikaner e le mie esperienze per realizzarlo) fu pubblicato nello stesso anno della sua morte dalla casa editrice Nasionale Boekhandel. Una collezione di suoi scritti e documenti si trova nel D.F. Malan Gedensksentrum a Stellenbosch, un centro commemorativo che si trova nell'Università di Stellenbosch.

## Eredità
L'Aeroporto Internazionale di Città del Capo ha portato il suo nome fino al 1995. Numerose arterie cittadine continuano ancora oggi a onorarlo anche se il suo nome figura sulla lista nera dell'African National Congress.
All'inizio del 2000, il viale "DF Malan Drive" a Johannesburg fu ribattezzato con il nome di Beyers Naudè, anch'egli pastore della Chiesa riformata olandese ma oppositore dell'apartheid.

## Riconoscimenti
- 1931 - Doctor educationis honoris causa, Università di Stellenbosh
- 1953 - Membro onorario della SA Akademie vir Wetenskap en Kuns
- 1959 - Riconoscimento Accademico per la lingua e la letteratura Afrikaans (postumo)

## Origini del cognome
Il progenitore dei Malan in Sudafrica fu un profugo francese ugonotto chiamato Jacques Malan, proveniente da Merindol (Provenza), che arrivò al Capo verso il 1689.
Malan è uno dei numerosi cognomi afrikaner di origine francese che hanno mantenuto negli anni la loro originaria grafia.